# Felebaráti szeretet
A felebaráti szeretet az embertársaink felé kinyilvánított önzetlen, jóindulatú törődés. A felebarát etimológiailag azt a gondolatot fejezi ki, hogy valakinek a társaságába kerülünk.

## Kereszténység
A felebaráti szeretet a keresztény élet és erkölcs egyik alaptanítása.
Életünk össze van kötve más emberek életével. A Biblia tanítása alapján „emberré” igazán csak emberek közösségében lehetünk. Mindig a másokkal levő kapcsolatban éljük meg a társadalmi és szociális életünk lényeges részét. Rajtunk keresztül kell az Istentől jövő szeretetnek továbbáradni minden teremtett lény felé.
Az Újszövetség hirdeti, hogy minden szeretet Istentől van, és a hívőnek kötelessége embertársát szeretni. 
```
A szeretet Istentől van; és mindaz, aki szeret, az Istentől született, és ismeri az Istent. Aki nem szeret, nem ismerte meg az Istent; mert az Isten szeretet… Aki a szeretetben marad, az Istenben marad, és az Isten is ő benne. Ha azt mondja valaki, hogy: Szeretem az Istent, és gyűlöli a testvérét, hazug az: mert aki nem szereti a testvérét, akit lát, hogyan szeretheti az Istent, akit nem lát? Az a parancsolatunk van őtőle, hogy aki szereti Istent, szeresse a testvérét is.
[
1
]
```

A szeretet keresése az ember lényének mélyén annyi, mint Isten keresése. A szeretet, minthogy önmagunktól elszakít, Istenhez visz közelebb, mert minden ember életében csak két vonzási pólus van: önmaga (ego) vagy a többiek és Isten.
Isten kormányzásának alapja a szeretet törvénye, az emberek csak akkor lehetnek boldogok, ha tökéletes összhangban élnek e törvénnyel.
Az önzetlen, valódi szeretet mindig Isten jelenlétének a jele, mert Isten minden szeretetben jelen van, mint ahogy a Nap jelen van minden sugarában. Nyomon követhetjük Istent a világban, ha az önzetlen szeretet nyomait kutatjuk. Betölthetjük az emberek lelkét Istennel, ha önmagunkat elfelejtve szeretetet sugárzunk embertársaink felé. Istenhez vezethetjük embertársainkat, ha segítjük őket abban, hogy ténylegesen szeressék felebarátaikat.
```
Mert az egész törvény ez egy igében teljesedik be: Szeresd felebarátodat, mint magadat.
[
2
]
```

A Biblia tanítása alapján Isten egykor aszerint fog megítélni, hogy a felebaráti szeretetben milyen hűségesek voltunk. Jézus tanításainak alapja az Isten-szeretetre és a felebaráti szeretetre épül, és az evangéliumok alapján a kettő átfedésben van egymással.
```
Egy törvénytudó kérdezte őt: „
Mester, mit cselekedjem, hogy az örök életet elnyerhessem? Ő pedig monda annak: A törvényben mi van megírva? mint olvasod? Az pedig felelvén, monda: Szeresd az Urat, a te Istenedet teljes szívedből és teljes lelkedből és minden erődből és teljes elmédből; és a te felebarátodat, mint magadat. Monda pedig annak: Jól feleltél; ezt cselekedd!
” 
[
4
]
```

```
„
Arról fogja tudni mindenki, hogy az én tanítványaim vagytok, ha szeretet van köztetek
”
[
5
]
```

```
„
Ebből a tényből ismerhetők fel az Isten gyermekei és az Ördög gyermekei: mindaz, aki nem gyakorol igazságosságot, nem az Istentől származik, és az sem, aki nem szereti a testvérét. Mert azt az üzenetet hallottátok kezdettől fogva, hogy szeressük egymást
”.
[
6
]
```

A szeretet az egyik legfontosabb bizonyítéka annak, hogy igaz keresztények vagyunk. Az ember nem szeretheti Istent, ha nem szereti embertársait, és nem szereti azokat, ha tétlenül tűri, hogy azok szenvedjenek.
Ha a súlyos sebesültet cserben hagyjuk az út szélén anélkül, hogy segítséget nyújtanánk neki, elítélnek, mert nem segítettünk egy életveszélyben forgó emberen. Jézus is megmondta, hogy ha közömbösen megyünk el egy szenvedő embertársunk mellett, akkor nem nyerjük el az örök életet. (lásd: Irgalmas szamaritánus)
Ha tudjuk, hogy vannak emberek, akik az éhezés szélén vannak, nyomorúságos életük van, vagy hajléktalanok, súlyos betegségek által sújtottak vagy elhagyott öregek, ha mindezt tudjuk, és semmit nem teszünk értük, annyi, mintha Isten előtt saját kárhozatunkat írnánk alá.
```
Aki azért tudna jót cselekedni, és nem cselekeszik, bűne az annak.
[
7
]
```

Az Úr nemcsak azt parancsolta nekünk, hogy ne ártsunk felebarátunknak, hanem azt is parancsolta, hogy szeressük és segítsük őt, mint önmagunkat.
Isten – Fiának feláldozása által – megmutatta, milyen nagyra becsül minden egyes lelket; ezért senkinek sem szabad megvetően vagy gyűlölettel bánni felebarátjával. Embertársaink hibáit és gyengeségeit megláthatjuk ugyan, Isten azonban azok ellenére tulajdonának tekint minden egyes lelket; elsősorban a teremtés folytán, majd pedig Krisztus megváltó vére által. Isten az embert „a saját képmására” alkotta, tehát a legalacsonyabb rangúakkal is szeretettel kell bánnunk. Javainkból és időnkből a felesleg, vagyis az, ami már nem feltétlenül szükséges a magunk és családunk megélhetéséhez, nem a mienk, hanem a többieké. Ha magunknak tartjuk meg, tolvajok vagyunk.
Ha fuldokolni látunk valakit, nem vesztegethetjük az időt, mondván: „az ő hibája, meg kellett volna tanulnia úszni”. Ki kell húznunk a vízből és meg kell tanítanunk úszni. 

Nem mondhatjuk egy emberről sem: az ő hibája, hogy nyomorban van, miért nem segített magán úgy, mint én. Önmagunkat ítélnénk el ezzel.
Jézus parancsa még kiterjed az ellenségeinkre is:
```
Hallottátok, hogy megmondatott: Szeresd felebarátodat és gyűlöld ellenségedet. Én pedig azt mondom néktek: Szeressétek ellenségeiteket, áldjátok azokat, akik titeket átkoznak, jót tegyetek azokkal, akik titeket gyűlölnek, és imádkozzatok azokért, akik háborgatnak és kergetnek titeket. Hogy legyetek a ti mennyei Atyátoknak fiai.
[
11
]
```

Isten gyermekei azok, akik részesei az isteni természetnek és jellemnek. Nem a vallási kiváltságok vagy egy valláshoz vagy adott felekezethez való tartozás tesz bennünket az isteni család tagjaivá, hanem egyedül a szeretet – olyan szeretet, amely minden embert átölel. Egyedül Isten lelkülete adhat a gyűlöletért cserébe szeretetet. A hálátlanokkal és gonoszokkal szemben tanúsított barátságos magatartás, és a jóindulat azokkal szemben, akiktől semmit sem várhatunk, az ismertetőjele a menny királyi családjának. Ez a leghatározottabb bizonyíték, amellyel a Magasságos Isten gyermekei igazolják küldetésüket.
Pál apostol így írt a szeretet fontosságáról:
```
Szóljak bár az emberek vagy angyalok nyelvén, ha szeretet nincs bennem, olyan vagyok, mint a zengő érc vagy pengő cimbalom. Legyen bár prófétáló tehetségem, ismerjem akár az összes titkot és minden tudományt, és legyen bár olyan teljes a hitem, hogy a hegyeket áthelyezzem: ha szeretet nincs bennem, semmi sem vagyok. Osszam el bár egész vagyonomat alamizsnaként, és adjam át testemet, hogy dicsekedjek: ha szeretet nincs bennem, semmit sem használ nekem. A szeretet türelmes, a szeretet jóságos, nem féltékeny, nem kérkedik, nem fuvalkodik fel, nem tapintatlan, nem keresi a maga hasznát, nem gerjed haragra, nem feltételezi a rosszat, nem örül a gonoszságnak, de együtt örül az igazsággal; mindent eltűr, mindent elhisz, mindent remél, mindent elvisel.
```

A hívő ember nem szolgálhat két úrnak. Választania kell. Vagy az anyagias, önző világ útját járja, vagy Jézusét. A keresztény hit azt jelenti, hogy az ember Jézus Krisztust választja, és minden egyebet alárendel Jézus Krisztusnak és az ő parancsolatainak.

## Iszlám
A felebaráti szeretet az iszlámon belül egyetemleges testvériségként jelenik meg, amely mindenkire érvényes, akik tartják a hitet. Isten (Allah) 99 neve között ott van az Al-Wadud, vagy „Szerető egy”, amelyet megtalálni a Korán 11:90-es szúrájában, ahogyan a 85:14-es szúrában is. Istenre minden fejezet elején úgy utalnak a Koránban, mint Ar-Rahman és Ar-Rahim, vagy „legkegyelmesebb” és „legkönyörületesebb”, ami azt jelenti, hogy senki sem szeretőbb, kegyelmesebb vagy jóságosabb, mint Isten. A Korán úgy utal Istenre, hogy tele van "szerető kedvességgel”.
A Korán azt tanácsolja a muszlim hívőknek, hogy minden embert kezeljenek birr-rel, vagyis „mély kedvességgel”, akik nem üldözik őket.
Az ishq vagy isteni szeretet a szúfizmus hangsúlyos fogalma az iszlám hagyomány ágai közül. A szúfi hagyomány követői azt vallják, hogy a szeretet Isten lényegének kivetülése az univerzumra. Isten vágya felismerni a szépséget, és mintha valaki tükörbe nézne, hogy megnézze önmagát, Isten ugyanígy „néz” magára a természet rendszerén keresztül. Mivel minden Isten kivetülése, a szúfizmus iskolája azt gyakorolja, hogy meglássa a szépet a valóban csúnya dolgokban is. A szúfizmus gyakran a szeretet vallásaként jelenik meg. Isten a szúfizmusban három fő kifejezéssel van leírva, amelyek a szerető, a szeretett és az kedves, amelyek közül az utolsó gyakran megjelenik a szúfi költészetben. A szúfizmus általános nézőpontja az, hogy a szereteten keresztül az emberiség visszatérhet a teljes tisztaságba és dicsőségbe. Rabia al-Adavíja – az első szúfik egyike – elmélkedése során ráébredt, hogy az emberek iránti szeretet és a szeretet mélységeinek megtapasztalása vezethet el Istenhez, később pedig a benne való teljes egyesüléshez. 
Amennyire egy szúfi Istent szereti, annyira látja Őt minden teremtményében, és annyira közeledik hozzájuk kedvességgel és könyörületes tettekkel. Nézetük alapján a jámbor tettek semmit nem érnek szeretet nélkül.
A szúfik úgy szolgálnak embertársaiknak, hogy a szolgálatot minimális kötelességüknek, nem pedig legvégső teendőjüknek tekintik. Ha segítenek valakin, nem várnak érte köszönetet, hanem megköszönik Istennek, hogy alkalmat adott a szolgálatra, s hálásak annak is, akin segíthettek, amiért segíthettek. A szolgálat lényegéhez tartozik, hogy túllépjünk azon a fejlődési fokon, ahol viszonzást várunk érte. A világban lenni, de nem a világból: ez a szúfi jeligéje. A szúfi, dervis vagy fakír az iszlámban olyan embert jelent, aki kétségbe vonja az uralkodó társadalmi normákat, és fontosabbnak tartja a szeretetet, mint a formális vallást vagy az anyagi javakat.

## Judaizmus
A Héber Biblia nyelve nem csupán az ugyanazon anyától és apától született embert nevezi testvérnek, hanem az egész távoli rokonságot, sőt az egész törzset és népet is annak nevezi. Sőt a testvér az egy őstől való leszármazottakat is jelenti.
A felebaráti szeretet a zsidó vallás egyik alapja a mózesi korszaktól egészen napjainkig.
```
Ne hordozz szívedben gyűlöletet a másik ellen! Ne állj bosszút a másikon, és ne légy haragtartó, hanem szeresd a másik embert, mint magadat! Én vagyok az Örökkévaló (Isten)!
[
22
]
```

A Héber Biblia szeretetparancsolata a zsidók között élő idegenekre is vonatkozik.
```
Ne használd ki azt, aki jövevényként lakik köztetek! Úgy bánj vele, mintha népemhez tartozna — úgy szeresd, mint saját magadat!
[
23
]
```

## Buddhizmus
Buddha elhagyta gyönyörű feleségét és apró gyermekét, amikor azok aludtak. A hagyomány alapján mielőtt távozott, így szólt: „Szerettelek benneteket, és még mindig szeretlek titeket. De az egész világot szeretnem kell. Csak ha az egész világot szeretem, akkor lesz teljes az irántatok érzett szeretetem."
Emberi ragaszkodása meg kellett hogy adja magát a benne levő kozmikus szeretetnek.
Miközben a királyságot elhagyták, Buddhának egy jelentős kérdést tett fel a kocsihajtója: „Hát nem vagy aljas? Miként lehet, hogy otthagyod a feleségedet, aki annyira szeretett? A kincse vagy, az ő páratlan gazdagsága."
Buddha így válaszolt: „Tévedsz. A feleségem szeretete megkötözött engem, és az én szeretetem megkötözte őt." 
A valódi filozófus az, aki kötődésektől mentes. Kötődésmentessége nem jelenti azt, hogy nem segít másoknak, csupán azt jelenti, hogy nem kötik meg azok, akiknek segít, vagy akik őneki segítenek. Ha kötődünk, csalódunk. Ha kötődésektől mentesek vagyunk, beteljesedünk.  A mahájána buddhista tanítás szerint Buddha a megvilágosodás pillanatában a legnagyobb áldozatot hozta azzal, hogy megfogadta, hogy mindaddig lemond a nirvánába való bebocsáttatásról, amíg a világban szenvedés van. Így jött létre a bódhiszattva ideálja, aki a megvilágosodás elérése ellenére visszatér az újjászületések körébe, hogy mások javát szolgálhassa.
Buddháról azt írják, hogy még ellenségeivel is barátságosan bánt. Jóságával valamennyi ellenségét lefegyverezte.  Békeszerető természetét bizonyítják tanítványaihoz intézett szavai: 
Még a ránk támadó rablókkal és gyilkosokkal szemben sem szabad haragot érezni. Ne változtassuk meg nézetünket, ne mondjunk ki indulatos szavakat, hanem maradjunk jóságosak és könyörületesek, tele barátságos érzéssel, és gyűlölet nélkül. 
A buddhizmusban a „mettá” szó jelentése jóakarat, barátságosság, jó-szándék, barátság, kedvesség és a mások érdekeivel való törődés. A théraváda buddhizmusban ez a tíz tökéletesség közül az egyik és a négy mérhetetlen közül az első.
A jóakarat gyakorlása (mettá bhávaná) a buddhista meditáció népszerű formája. A théraváda hagyományban ez a gyakorlat azzal kezdődik, hogy a gyakorlók először egymás felé gyakorolnak jóindulatot, majd a szeretteik felé, a tanítójuk felé, végül kiterjesztik az idegenek felé, az ellenségek felé, végül az összes érző lény felé.
A buddhisták anatta-elve és kultusza, az én bűvöletéből és hatalmából való megszabadulás elméletének és gyakorlatának konzekvens és állhatatos művelése arra tanít, hogy leépítsünk valamit egocentrizmusunkból, személyes énünkre való koncentráltságunkból, ami a Nyugat emberére annyira jellemző.
Tendzin Gyaco dalai láma úgy nyilatkozott, hogy a világ minden szenvedése abból származik, hogy önmagunknak akarunk kedveskedni. Minden boldogság pedig abból, ha másoknak kedveskedünk. A többi emberrel való kedves, őszinte, együttérző bánásmódból ered az igazi boldogság. „Ez nem szabad, hogy vallási kérdés legyen. Ez minden emberi lény számára elengedhetetlenül szükséges… Nem vagyunk képesek meglátni minden dolog egységét, kölcsönös egymástól való függését és azt, hogy jólétünk a többiek jóllététől is függ. Másokat gyűlölni vagy bántani egyenlő önmagunk gyűlöletével és bántásával."
Tendzin Gyaco könyvet írt a a szeretet és könyörületesség gyakorlásáról a mindennapokban, amelyben bemutatja az emberek egymás felé mutatandó tiszteletének személyes és globális fontosságát, és azt, miképp alakítható át a büszkeség és a harag alázatossággá és szeretetté.
A buddhizmusban aki elhatározza, hogy a buddhaságra (tökéletes megvilágosodásra) törekszik, az ünnepélyes bódhiszattva-fogadalmat tesz. Ebben kinyilvánítja, hogy minden lénynek segít, és valamennyi ezután bekövetkező újramegtestesülésében mások javára fog tevékenykedni. Az önmaga és mások közötti különbséget az a felismerés hidalja át, hogy saját én nem létezik, hanem csak a dharmák ideiglenes összetömörülése, és az idegen én ugyanazt a szenvedést és örömet érzékeli, mint a saját, ezért a kettő közötti különbség csak múló és viszonylagos. Valamennyi teremtmény összetartozik mint egy test tagjai. A meditatív elmélyedésben éppúgy, mint a gyakorlati életben a bölcsjelölt megvalósítja „a felebarátnak saját énné való átváltoztatását”. Az idegenre úgy tekint, mint hozzá közel állóra, úgy, hogy ráruházza az apa, anya, fiú és lány fogalmát. Minden lény iránti egyetemes szeretete nem ér véget az ellenségnél sem, nem táplál haragot iránta, mert tudja, hogy saját maga a bekövetkező balsors karmikus előidézője.

## Hinduizmus
A védikus írások jama és nijama néven ismert előírásai többek közt a másokkal szembeni együttérzésre, szánalomra, az ínségben levők megsegítésére (dajá, दया), a megbocsátásra (kṣzamā, क्षमा) és minden élőlény iránti erőszakmentességre (ahimszá, अहिंसा) intenek.
```
A lelki tudás művelése, adakozás, önfegyelem, a szent iratok tanulmányozása, vezeklés, egyszerűség, erőszak-nélküliség, igazmondás, mentesség a haragtól, lemondás, békesség, idegenkedés (a másokban való) hibakereséstől, könyörületesség minden élő iránt, mentesség a mohóságtól, kedvesség, szerénység, megbocsátás … az isteni természettel megáldott ember jellemzői. Mindezeket tudásnak nyilvánítom, az ellenkezőjét pedig tudatlanságnak. 
 
[
30
]
 – Bhagavad Gítá
```

Az isteni terv a munkát rendelte az ember fejlődéséhez. Az igaz élet titka Isten szeretete és az emberek szolgálata. Az igazi élet mibenléte a szolgálat és az áldozat. Az élet célja az önzetlen szolgálat, nem pedig a képmutató, önző önfeláldozás. Ha feltesszük életünket mások szolgálatára, akkor Istennek dolgozunk. A jutalom nem marad el. Az önzetlen szolgálat az, ami megtisztítja a szívünket és megtölti isteni erényekkel. Csak a tiszta szívű ember láthatja meg Istent.
```
Aki az odaadó szolgálat útját járja .. végül eljut a legfelsőbb, örök lakhelyre.
[
32
]
 – Bhagavad Gítá
```

### Gandhi
Mahátma Gandhi a szemet szemért filozófiával szembeszállva a szeretet és az erőszakmentesség eszközeivel próbálta céljait elérni. Nézete alapján a szeretet lángjaiban a legkeményebb vasnak is meg kell olvadnia, mert a szeretet a létezés alapja, amelyet Isten plántált belénk. Az emberi (és állati) utódok születésük pillanatától igénylik, hogy törődjenek velük, dédelgessék, szeressék őket. A szeretettől válnak érett és egészséges felnőttekké. A szeretet hiánya lelkileg és fizikailag is beteggé teszi az embert.
Az erkölcsiség vallása című művében írja, hogy az ember alábbvaló az állatnál, amíg önző, és mások boldogulásával szemben közönyös. Csak akkor emelkedik az állat színvonala fölé, ha családja jólétéért kezd munkálkodni. Még magasabbra emelkedik, ha az egész közösségre – amelyhez tartozik – úgy tekint, mint tulajdon családjára. Majd ennél is nagyobb, ha az idegen népfajokat is a családjának tekinti. Más szavakkal: az ember nagysága abban a mértékben növekedik, amint embertársai jólétéért fárad. 

```
,,
Mindaddig, míg nem érzünk rokonszenvet és szeretetet minden élőlénytársunk iránt, nem mondhatjuk, hogy megértettük az erkölcs törvényét
. A legmagasabb erkölcsiség egyetemes. Kötelességünk azt tenni, ami a helyes, a többit bízzuk Istenre.
”
[
33
]
```

Gandhi személyes példával járva elöl, egoizmusát és minden önző vágyát feladva, az emberiség szolgálatának szentelte az életét. 
```
„
Az emberiséget a szeretet törvénye uralja. Ha az erőszak, azaz a gyűlölet uralkodna, már rég kihaltunk volna. És mégis, a tragédiája a dolognak, hogy az úgynevezett civilizált emberek és a nemzetek úgy viselkednek, mintha a társadalom alapja az erőszak lenne.
”
[
34
]
```

### Ammá
Máta Amritánandamaji vagy közismert nevén csak Ammá, a híres spirituális vezető és tanító élete küldetésének tartja, hogy kivétel nélkül mindenkit szolgáljon és szeressen. Tanítása szerint az emberi élet célja az, hogy felismerjük Önvalónkat, hogy rájöjjünk, „kik is vagyunk valójában”. A szeretet, a könyörület és az önzetlenség az egyén belső, isteni mivoltának ébredése. Ammá saját életének példájával, az emberiségnek nyújtott szolgálatával arra ösztönzi követőit, hogy ők is a nélkülözők és rászorulók segítése által ismerjék meg önmagukat. 
„Amint megtapasztaljuk Önvalónkat, az életünk teljessé válik, nem lesz többé semmi, amit meg akarnánk szerezni.”

### Upanisadok
Az Ísávászjá-upanisad első mantrája az Ísa szóval kezdődik, ezért Ísá-upanisadnak is nevezik. Aki irányít és igazgat, azt hívják Ísának. Lévén mindennek irányítója és kormányzója, ezt a minden teremtményben benne rejlő, legfőbb erőt Ísvará-nak (Istennek) nevezik. Ez a legfőbb erő lakozik minden élőlény szívében, és mi mindannyian ebben az egy Istenben létezünk. Ha elmélkedünk az Ísávászjá-upanisad első mantráján, akkor megértjük az emberi élet céljait és kötelességeit. Megértjük, hogy mivel mindenben és mindenkiben ugyanaz az Isten lakozik, ezért minden lényt szeretnünk kell. Az a kereső, aki Istent látja minden lényben és az univerzumot Istenben, mentes a ragaszkodástól, a gyűlölettől és a féltékenységtől. Eltölti az egyetemes szeretet, Isten szeretete. Az ilyen ember minden embert Isten „templomának” tekint és mindenkit szeret anélkül, hogy bárkit elutasítana, s ezáltal a felebaráti szeretet kifogyhatatlanul áradó forrásává válik.
```
Minden emberi lény legyen a többi emberi lény segítője és védelmezője! Soha ne kövessünk el igazságtalanságot senkivel szemben! Soha ne cselekedjünk a 
lelkiismeretünkkel
 ellentétesen!
[
37
]
```

### Daja
A daja (szanszkrit: दया dajā) szó együttérzést, mások iránti könyörületességet, segítő készségű szánalmat jelent. A Jóga-upanisadokban említett tíz jama (etikai elv) egyike és egyben a szikhizmus egyik alapvető tanítása. Guru Granth Száhib így emeli ki a dajá fontosságát: Ha nincs benned együttérzés, Az Úr fénye nem ragyog fel benned.
Ha nem segítünk mások fájdalmának megszüntetésében, vagy ha nem fordulunk figyelemmel a rászoruló felé, az a daja elvének megszegése, egyfajta himsza – az ahimsza ellentéte, a mulasztás bűne.

## Kínai vallások
```
Én (a bölcs) a jókkal jól bánok, s jól bánok a rosszakkal is; (így) szerzek jóságot.
[
42
]
```

Konfuciusz tanításának központi tétele a „jen” erényére, vagyis az emberi kapcsolatok helyes kialakítására vonatkozik. Korábban egy bizonyos erényt illettek ezzel a szóval, nevezetesen egy nemesember alattvalóival szemben tanúsított jóságát. Konfuciusz univerzális értelmet adott a jen kifejezésnek, amely arra vonatkozik, amely az embert emberi lénnyé, bölccsé teszi. S mivel mindez az emberi érzésekben gyökerezik, ezért a jen vonzalmat, szeretetet is jelent.
```
Az ember, aki birtokában van a jennek, szereti a többi embert… mindenkit.
[
44
]
 – 
Meng-ce
```

Mo Ti (Kr. e. 5. század) tanítása szerint az embernek minden létező iránt szeretetet kell tanúsítnia, nemcsak családtagjait és a várhatóan hasonló érzületttel felé fordulókat kell szeretnie. Az ő tanításában központi jelentőségű szeretet horizontján minden létező egyenlő mértékben méltó a szeretetre. Kerülendők a szélsőséges cselekedetek, mindenekelőtt a háborúskodás. Mindez összhangban van a Tien (Ég) akaratával, aki tettekre váltott szeretetet követel.

## Bahaizmus
```
A 
vallás
 a szeretet és emberi egyetértés. Az olyan vallás, amely nem késztet szeretetre és egységre, nem nevezhető annak.
[
46
]
 – 
Abdolbahá
```

## Összefoglalás
Wayne Dyer  amerikai bestseller író egyik művéből:
„Amikor belső fókuszod kizárólag azon van, hogy
Hogyan nyújthatom ki kezemet mások felé, és hogyan szolgálhatom őket?
az ego önzői igényei helyett:
Mi hasznom származik nekem ebből?
akkor megtörténik, hogy a színtiszta szeretet vezetői felismerik magukat benned, é segítő kezet nyújtanak, hogy rátereljenek a lényed eredeti Forrásával való újraegyesülés útjára. Vagyis Istenhez és melléd rendelt segítőidhez.
Amikor képes vagy arra, hogy legbelsőbb gondolataidat a feltétel nélküli szeretet felé irányítsd, még azok iránt is, akiket ebben az életben ellenségeidként tartasz számon, meg fogod nyitni az önmegvalósítás és istentudat felé vezető utadat.
A feltétel nélküli szeretet ezen legmagasabb frekvenciáján egységben rezegsz mindennek Forrásával, amit Istennek nevezünk."
A kereső egyén felismeri, hogy a Teremtőben mindnyájan testvérek és egyek vagyunk. Már e világban érvényesül az, hogy amikor másnak okozunk kárt vagy bajt, önmagunknak is kárt okozunk, amikor másokon segítünk, önmagunkon is segítünk. Ha szeretetteljes megnyilvánulásaink vannak, embertársaink odafigyelnek ránk, fejlődnek hatásunkra, és a nekik nyújtott szeretet többszörösét adhatják vissza nekünk.